# Gampsorin à collier
Gampsorhynchus torquatus
Espèce
Statut de conservation UICN

 LC  : Préoccupation mineure
Le Gampsorin à collier (Gampsorhynchus torquatus), anciennement connu en tant que Actinodure à collier, est une espèce de passereaux de la famille des Pellorneidae.

## Répartition
Cet oiseau est répandu en Indochine.

## Habitat
Il vit dans les forêts humides tropicales et subtropicales.

## Taxonomie
Pour certains ornithologistes, cette espèce est considérée comme une sous-espèce de l'Actinodure à tête blanche.